# Міст Зітхань
Міст Зітхань (італ. Ponte dei Sospiri) — назва венеційського моста XVII століття, що перекинутий через Палацовий канал (Rio de Palazzo) і поєднує будівлю Палацу дожів з приміщенням Нової в'язниці.

## Історія
Міст Зітхань побудований швейцарсько-венеційським архітектором Антоніо Контіно в 1600 році з істрійського каменю у бароковому стилі. Міст поєднує будівлю Палацу дожів, в якому розташовувався зал суду та стара вязниця з приміщенням Нової в'язниці (Prigioni Nuove), розташованої через канал (Rio de Palazzo).
«Зітхання», від яких бере назву цей міст, — це не зітхання закоханих, а сумні зітхання засуджених, які, проходячи під вартою цим критим мостом, востаннє кидали погляд на Венецію.

## Орнамент

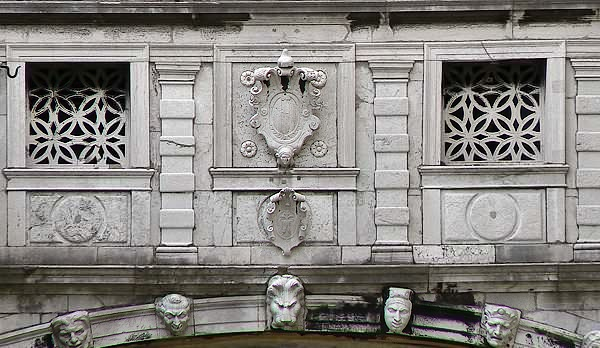
Орнамент

Міст з обидвох боків оздоблений скульптурними масками: справа і зліва від лева по п'ять облич, які, за винятком одного, проявляють смуток і гнів.